# Петра Бегеров
Петра Бегеров (нім. Petra Begerow; нар. 14 квітня 1975) — колишня німецька тенісистка.
Найвищу одиночну позицію світового рейтингу — 29 місце досягла 8 квітня 1996, парну — 194 місце — 15 вересня 1997 року.
Здобула 2 одиночні титули туру ITF.
Найвищим досягненням на турнірах Великого шолома було 2 коло в одиночному розряді.
Завершила кар'єру 2000 року.

## Фінали ITF

### Одиночний розряд (2–1)
| Легенда         |
| --------------- |
| турніри $75,000 |
| турніри $25,000 |

| Результат | Ранг | Дата           | Турнір                 | Покриття | Суперниця            | Рахунок       |
| --------- | ---- | -------------- | ---------------------- | -------- | -------------------- | ------------- |
| Перемога  | 1.   | 12 липня 1993  | Дармштадт, Німеччина   | Ґрунт    | Барбара Мулей        | 6–0, 6–3      |
| Перемога  | 2.   | 8 серпня 1993  | Сопот (Польща), Польща | Ґрунт    | Катаріна Студенікова | 6–3, 4–6, 7–5 |
| Поразка   | 3.   | 20 червня 1999 | Стамбул, Туреччина     | Тверде   | Джулія Казоні        | 5–7, 6–1, 4–6 |